# Марко Стойчев
Марко Кънчев Стойчев е български сценарист, писател, драматург и журналист, известен със сценарии за популярни български филми, писани заедно с Мориц Йомтов под псевдонима братя Мормареви.

## Биография
Роден е на 12 септември 1931 г. във Варна. Завършил е английска филология в СДУ през 1953 г. Започва работа в Българско радио. 15 години е главен редактор в редакция „Хумор и забава“. Покрай събитията в Чехословакия през 1968 г. е уволнен по политически съображения. През 1971 г. е реабилитиран, и започва работа във Филмова редакция в Българската национална телевизия. Дълго време е един от най-активните деятели на Световната асоциация за детско кино (СИФЕЖ).
Баща на социолога Кънчо Стойчев.